# Conchocarpus larensis
Conchocarpus larensis là một loài thực vật có hoa trong họ Cửu lý hương. Loài này được (Tamayo & Croizat) Kallunki & Pirani mô tả khoa học đầu tiên năm 1998.